# Julius Weissenborn
Julius Weissenborn   (Friedrichstanneck, 13 d'abril de 1837 - Leipzig, 21 d'abril de 1888) va ser un fagotista, professor i compositor alemany.
Va ser fagotista principal de lOrquestra Gewandhaus de Leipzig del 1857 al 1887. Va ensenyar al Conservatori de Leipzig a partir del 1882. A part d'un petit cànon d'obres romàntiques, se'l recorda sobretot per les seves obres pedagògiques, la "Practical Bassoon School" i els "Bassoon Studies", Opus 8 (que inclou els "Cinquanta estudis avançats"), que encara són d'ús generalitzat. Va morir a 51 anys a Leipzig .
"The Practical Bassoon School" (anomenat "Mètode pràctic per al fagot" a les edicions americanes) consisteix principalment en 25 conjunts d'exercicis que augmenten gradualment en dificultats, des del nivell més elemental fins al mitjà. A continuació, hi ha una breu introducció a la clau tenor i una discussió bastant detallada de diversos ornaments, amb una secció 26 que aplica aquests conceptes.
Malgrat morir relativament jove (51 anys), com a pedagog va tenir infinitat d'alumnes, entre els quals els més coneguts foren: Adolf Guetter, Julius Walter Guetter.
The Bassoon Studies, Opus 8, es publica en dues parts. La primera part està subtitulada "Per a principiants" i consta de diverses seccions:
- I. Tipus d'expressió essencials (Tenuto, Legato, Staccato, Portato, Dynamics, Accents);
- II. The Tenor Clef (breu);
- III. Exercicis d'escala en totes les claus;
- IV. Arpegis i acords;
- V. Escates cromàtiques;
- VI. Tercers, quarts, sisens, octaves i dècims;
- VII. Adorns

La segona part són els famosos "Fifty Advanced Studies" que quasi tots els fagotistes han d'aprendre durant els seus anys de formació. Tot i que alguns d'ells es troben en un nivell intermedi, la majoria són força difícils, ja que exploren totes les tecles i fins i tot els rangs extrems del fagot.

## Enregistraments
| Sis trios per a 3 fagots, op. 4                               | Sis trios per a 3 fagots, op. 4 |
| ------------------------------------------------------------- | ------------------------------- |
| 1. Serenade                                                   |                                 |
|                                                               |                                 |
|                                                               |                                 |
|                                                               |                                 |
| 2. Polonaise                                                  |                                 |
|                                                               |                                 |
|                                                               |                                 |
|                                                               |                                 |
| 3. Polka ("Tea dance in the little country manor")            |                                 |
|                                                               |                                 |
|                                                               |                                 |
|                                                               |                                 |
| 4. Scherzo alla Mazurka ("Dance in the village pub")          |                                 |
|                                                               |                                 |
|                                                               |                                 |
|                                                               |                                 |
| 5. Turkish March ("Midnight parade of the Guard")             |                                 |
|                                                               |                                 |
|                                                               |                                 |
|                                                               |                                 |
| 6. Funebre March ("A humorist's last hour")                   |                                 |
|                                                               |                                 |
| Interpretat per Arthur Grossman, Terry Ewell i Bruce Grainger |                                 |
|                                                               |                                 |